# Associação Desportiva, Recreativa e Cultural de Fornotelheiro
A Associação Desportiva, Recreativa e Cultural de Fornotelheiro é um clube de futebol português, localizado na freguesia de Fornotelheiro, município de Celorico da Beira, distrito da Guarda.

## História
A Associação Desportiva, Recreativa e Cultural de Fornotelheiro nasce com a escritura pública no dia 28 de Junho de 1993.
Esta Associação entrou pela primeira vez para o campeonato distrital da 2ª Divisão da Guarda na época de 1994/1995.
Ao terceiro ano, depois de ser o 1º classificado da série B, foi campeão da 2ª Divisão Distrital, tendo derrotado na finalissima o campeão da série A o Famalicão da Serra, por 2 a 1.
Disputou na época de 1997/1998 e 1998/1999 o campeonato Distrital da 1ª Divisão.
Na época 1999/2000 e 2000/2001 obteve um terceiro e um segundo lugares, tendo no entanto em 99/00 obtido o primeiro lugar, mas devido há desclassificação do Grupo Desportivo de Maceira, desceu ao terceiro lugar.
No plano cultural tem esta Associação mantido um intercâmbio com as Velhas Guardas de Pereira do Campo (Coimbra), encontros que se realizam já há sete anos.
Estes encontros consistem numa manhã desportiva, almoço convívio e tarde de confraternização.
Em  Maio de 1995 promoveu  os primeiro Encontros de Etnografia. Estes encontros trouxeram a esta localidade milhares de pessoas de várias regiões do pais, estando também presente a comunicação social da região e a TVI, a qual passou um pequeno  filme no programa “ País País “ .
Para animar este dia esteve presente além de vários grupos de rancho folclóricos, o grupo de Cantares da Universidade de Coimbra – Gefac – e o Grupo “ Realejo “.
Em Julho de 2000 realizou os segundos Encontros Etnográficos, estes com uma semana de duração.
A estes encontros vieram artistas como: Pedro Barroso,  Polo Norte, Quadrilha, Sopa de Pedra, Grupo de Teatro de Lisboa, ( representou o Auto da Barca do Inferno ), o grupo de Trancoso “ Pedrinhas da Calçada “.
Recentemente o clube criou uma página na net onde coloca as notícias referentes aos jogos disputados e a classificação do campeonato.
Nesta época de 2007/2008 a ADRC irá disputar mais uma vez o campeonato distrital da 2ª divisão da Associação de Futebol da Guarda.

## Palmarés

### Classificações nos Campeonatos
| Temporada | Posição | Divisão                       | Taça Distrital | Taça 2ª Divisão |  |
| 1994-95   | 5°      | 2ª Distrital Guarda           | NR             | NR              |  |
| 1995-96   | 3°      | 2ª Distrital Guarda           | NR             | NR              |  |
| 1996-97   | 1°      | 2ª Distrital Guarda           | NR             | NR              |  |
| 1997-98   | 15°     | 1ª Distrital Guarda           | NR             | NR              |  |
| 1998-99   | 16°     | 1ª Distrital Guarda           | NR             | NR              |  |
| 1999-00   | 3º      | 2ª Distrital Guarda (série B) | NR             | NR              |  |
| 2000-01   | 2°      | 2ª Distrital Guarda (série B) | 1ª Elim.       | NR              |  |
| 2001-02   | 8°      | 2ª Distrital Guarda (série B) | NP             | NR              |  |
| 2002-03   | 7°      | 2ª Distrital Guarda (série B) | Quartos-final  | NR              |  |
| 2003-04   | 9°      | 2ª Distrital Guarda (série B) | 1ª Elim.       | NR              |  |
| 2004-05   | 8°      | 2ª Distrital Guarda (série B) | NP             | NR              |  |
| 2005-06   | 8°      | 2ª Distrital Guarda (série B) | NP             | NR              |  |
| 2006-07   | 4°      | 2ª Distrital Guarda (série B) | NP             | NR              |  |
| 2007-08   | 5°      | 2ª Distrital Guarda (série B) | 1ª Elim.       | 2ª Elim.        |  |
| 2008-09   | 3°      | 2ª Distrital Guarda (série B) | NP             | NR              |  |
| 2009-10   | 4°      | 2ª Distrital Guarda (série B) | ?              | NR              |  |
| 2010-11   | 7°      | 2ª Distrital Guarda (série A) | ?              | NR              |  |

NR = A competição não se realizou nesta época; NP = O clube não participou na competição

### Títulos
- Campeonatos

1996/97 Campeão da 2ª Divisão Distrital da Guarda